# バロム・リヤチヤ6世
バロム・リヤチヤ6世(バロム・リヤチヤ6せい、クメール語:បរមរាជាទីប្រ៦、1565年‐1600年）はカンボジアの国王（在位：1599年‐1600年）。

## 略歴
バロム・リヤチヤ6世は元国王のサター1世の弟で前国王のバロム・リヤチヤ5世の叔父。
バロム・リヤチヤ6世が即位した当時は各地の地方長官が独自の軍を養成しバロム・リヤチヤ6世に従わなかったがバロム・リヤチヤ5世を殺害したチャム人とマレー人の反乱の鎮圧を成功した。
即位2年目に地方長官のケオ・プリァッ・プロゥンの刺客に暗殺された。